# Zoltan Jan
Zoltan Jan, slovenski slavist, literarni zgodovinar, bibliotekar, publicist in politik, * 11. november 1947, Nova Gorica.
Dilpomiral je iz primerjalne književnosti in slovenistike na Filozofski fakulteti v Ljubljani (1972) in doktoriral 1997 s tezo Recepcija slovenske književnosti pri Italijanih (1945-1995). 1974 je postal asistent na Filozofski fakulteti v Zadru (Hrvaška), dve leti kasneje ravnatelj knjižnice v Novi Gorici (1976-82), nato profesor na Tehniškem šolskem centru v Novi Gorici in istočasno lektor na FF Univerze v Trstu. Naziv univerzitetnega predavatelja mu je priznala 1982 FF v Ljubljani, 1988 za novejšo slovensko književnosti, docenta 2000 in 2005 izrednega profesorja. Univerza v Trstu mu je 1990 priznala doktorski naziv, 1995 mu je bil podeljen naziv profesor svetnik. 
Opravljal je vodilne funkcije v učiteljskem sindikatu in mu predsedoval, ko so v začetku 90. let potekali zaostreni boji in stavke. Dve mandatni obdobji (1996-2000) je bil predsednik Slavističnega društva Slovenije. Objavil je vrsto recenzij, predvsem o literarnozgodovinskih delih, pa tudi bibliotekarstvu, učiteljskem poklicu, metodiki pouka slovenščine, in odmevih slovenske književnosti v Italiji in književnost primorskih piscev. Obsežnejši prispevki so bili o odmevih A. Camusa pri Slovencih, o delu A. Žigona, analiza Prijateljevega dela Slovenačka književnost. Sourejal je revijo Primorska srečanja (12975-2000), od 1976 glasilo Slavističnega društva Slovenije. Za Leksikon Slovenska književnost Cankarjeve založbe je napisal 85 gesel iz slov. književnosti (izšlo 1981 in ponovno 1996). Bil je vodja ekspertne skupine, ki je leta 2002 pripravila program dodiplomskega univerzitetnega študija slovenskega jezika in književnosti na Univerzi v Novi Gorici. Sodeloval je pri pripravi mednarodnega meduniverzitetnega študijskega programa Slang master, za slovenistiko Univerze na Primorskem je sodeloval pri nastajanju študijskega programa na drugi in tretji stopnji ter pripravil učne načrte za različne predmete ter bil večkrat mentor študentom na dodiplomskem in podiplomskem študiju. Od 1990 do 2009 je bil član komisije za pospeševanje slovenščine na tujih univerzah.
Med letoma 1992 in 1997 ter nato ponovno od 2002 do 2012 je bil kot prestavnik interesov vzgoje in izobraževanja izvoljen v Državni svet Republike Slovenije.
Od leta 2009 je častni član Društva specialnih in rehabilitacijskih pedagogov Slovenije, od 2010 pa častni član Slavističnega društva. Mestna občina Nova Gorica mu je leta 2014 podelila Nagrado Franceta Bevka “za pomemben prispevek na področju kulture, šolstva in družbenega življenja.”

## Monografije
- Vodnik po Goriški knjižnici Franceta Bevka (priročnik, 1978)
- Zbornik Goriške knjižnice Franceta Bevka (soavtor in urednik, 1979)
- Izbrano mladinsko delo: Bogomir Magajna (izbor del - uredil in komentiral, 1980)
- Učna ura z V. Bartolom (soavtor, didaktika, 1993)
- Zborniki Slavističnega društva Slovenije 6-11 (soavtor in urednik)
- Poznavanje slovenske književnosti v Italiji po letu 1945, 2001
- Cankar, Kosovel, Zlobec in Ljubka Šorli pri Italijanih, 2001